# サンルイ州
サンルイ州（サンルイしゅう、フランス語: Région de Saint-Louis）は、セネガル共和国に全部で14個設置されている第1級行政区分、Région（日本語訳は「州」など）の1つで、セネガル北部に位置する。州都は大西洋に面した町サン＝ルイ。面積19,010平方キロメートル、人口は約120万人（2023年国勢調査）。

## 概要
サンルイ州の北側に隣国モーリタニアがあり、セネガル川が国境になっている。また、サンルイ州全体が雨季と乾季のある半砂漠気候に属す。このような気候において水の得られるセネガル川流域は耕作や放牧に適し、昔から人が行き来していたが、ここに国境が引かれたことによって、特に放牧権をめぐる争いが過熱するようになった。1989年から1991年には両国間で国境紛争があった。
サンルイ州内にはセネガル最大の湖、ギエ湖がある。サンルイ州の西部は大西洋に面する部分があるが、海岸線の長さはわずかである。

## 歴史
フランス領西アフリカ時代は、フルーヴ圏（Fleuve Cercle）で、1960年の独立によりフルーヴ州に改編された。フルーヴはフランス語で「川」を意味する。1984年3月24日にフルーヴ州からサンルイ州に改称した。
2002年2月21日、州東部のマタム県がマタム州として分離した。

## 隣接州
- トラルザ州
- ブラクナ州
- マタム州
- ルーガ州

## 下位行政区分
サンルイ州には、セネガルの第2級行政区分、Département（日本語訳は「県」など）が3個設置されている。県の名称は左図に示すように、サンルイ、ダガナ、ポドルで、この順に西から東に配列する。

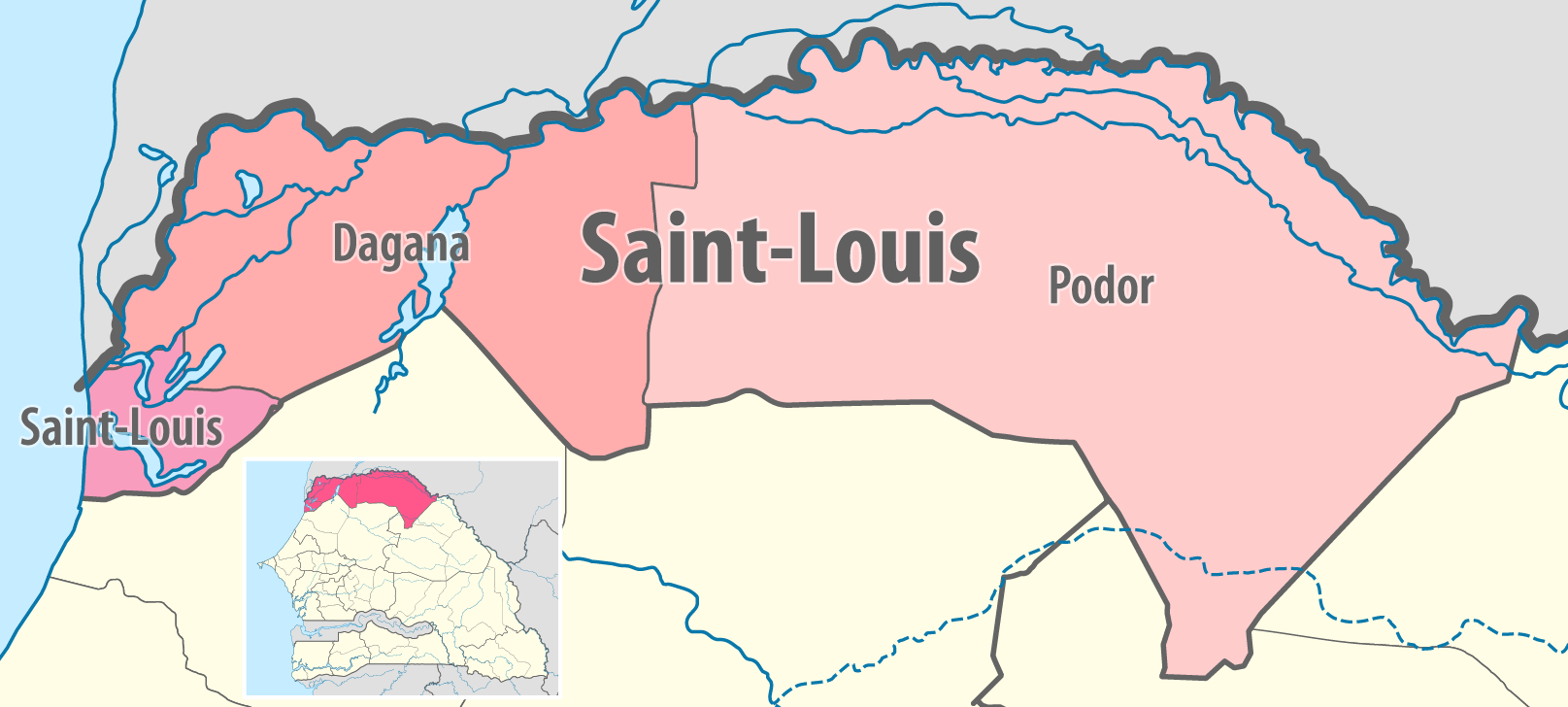
サンルイ州に属す第2級行政区分を示す図